# Brus (priročnik)
Brús (tudi jezikovni brus, besedni brus, slovarski brus, slovniški brus) je jezikovni priročnik, v katerem so napačnim, odsvetovanim ali napačnim besedam in besednim zvezam pripisane pravilne, boljše ali ustreznejše, pač po načelu narobe – prav. Del slovenističnega jezikoslovja jih zavrača, saj jezikovna in pravopisna resničnost večinoma ni črno-bela. 

## Objave
Slovniški in slovarski brus knjižne slovenščine je v knjižni obliki v letih 1927 in 1931 izdal Ivan Koštiál (pred tem je izhajal leta 1926 v reviji Mladika), leta 1951 je izšel Jezikovni svetovalec Stanka Bunca, priročnik Kako je prav: slovarček napak v slovenskem knjižnem jeziku sta leta 1965 izdala Ileana in Cene Kopčavar, dve izdaji priročnika Jezik naš vsakdanji pa je v letih 1992 in 1998 pripravil Janez Sršen.

## Seznam besed in besednih zvez
| Narobe       | Prav        | Komentar, literatura                                                                                              |
| ------------ | ----------- | --- |
| nasvidenje   | na svidenje | SP 2001 |
| udejaniti    | udejanjiti  | < dejanje, tako kot udejanjati; še bolje uresničiti                                                               |
| zadanem      | zadenem     | Tako kot v primerih denem, odenem (ne morda danem, odanem), prizadenem ipd.                                       |
| željen -a -o | želen -a -o | < želeti; deležniki na -n so tvorjeni iz nedoločniške oblike žel-eti (kot bran iz brati), ne iz sedanjiške žel-im |
| življenjski  | življenjski | < življenje |
|              |             | |